# Куртки Кобейна
«Ку́ртки Кобе́йна» — музыкальный продюсерский проект одного из лидеров российской группы «Би-2» — Шуры Би-2, созданный в 2018 году в формате супергруппы. Проект не придерживался определённых жанровых рамок, так как все приглашенные участники — представители разных музыкальных направлений.
Название группы — омофон имени и фамилии американского музыканта, лидера рок-группы Nirvana Курта Кобейна.

## О проекте
Решение о создании нового экспериментального сайд-проекта группы «Би-2» было принято после завершения работы над десятым студийным альбомом «Горизонт событий».
Шура Би-2: 
Идея сделать такой необычный, даже немного странный проект родилась после того, как был закончен альбом «Горизонт событий» и появилось немного свободного времени. А вообще, нам давно хотелось сделать что-то не похожее на «Би-2» — что-то более электронное. Отсюда и идея собрать супергруппу, песни для которой будут сочинять разные авторы.
Первый сингл проекта, написанный Дианой Арбениной, «Охота на кузнечиков» был выпущен 5 ноября 2018 года. Над аранжировкой работали Шура Би-2 и Юрий Усачев, а партию баса записал бессменный лидер хеви-метал группы «Ария» Виталий Дубинин. Также в припеве звучит семпл из песни группы «Звуки Му» «Пятьдесят второй понедельник» в исполнении Петра Мамонова. Довольно экспрессивное lyric-видео снял режиссёр Игорь Шмелёв, уже несколько лет сотрудничающий с «Би-2».
Следующим синглом, вышедшим 7 ноября, стал трек «Нити ДНК», записанный совместно с певицей Монеточкой. Автором песни выступил Олег Чехов — аранжировщик многих песен «Би-2». Мультипликационный клип снял также Игорь Шмелев.
Третий сингл — «Молитвы мертвых» — вышел 9 ноября. Авторство музыки и слов принадлежит Михаилу Карасёву, автору многих песен «Би-2» и проекта «Нечётный воин». На данный момент — это единственная песня проекта, в которой поет Лёва Би-2. Над аранжировкой работал Андрей «Белый» Лебедев, а симфоническую часть написал пианист Глеб Колядин. Именно во время этой партии звучит семпл из песни «Волки и вороны» Бориса Гребенщикова. Lyric-видео снял дизайнер Михаил Луганский, также сотрудничающий с Би-2 много лет.
Четвёртый сингл, вышедший 12 июля 2019 года, называется «Упражнения в равновесии». Вокальные партии в нём исполнили лидер группы Tesla Boy Антон Севидов и певица MANIZHA, а автором является Олег Чехов, уже написавший для проекта ранее вышедшую песню «Нити ДНК».
Дебютный альбом «Куртки Кобейна» вышел 9 августа 2019 года и включает в себя 9 песен и 2 ремикса. В записи приняли участие многие известные исполнители, к примеру Леонид Агутин, экс-барабанщик группы Nirvana Чэд Ченнинг, актриса Анна Чиповская, группы Brazzaville и Brainstorm. Запись альбома была сделана в 2018 — 2019 годах в московской студии «Параметрика», сведением в Лондоне занимался Adrian Bushby, а мастеринг пластинки проходил в американской студии Брайана Гарднера и лондонской студии «Эбби-Роуд».
22 ноября вышел новый клип «Змея» — совместная работа групп Би-2, Zventa Sventana и Дмитрия Ашмана. В главной роли снялся танцор Lal Tessarini, а режиссёром выступила известный фотограф Татьяна Иванова.
«No order» — шестое по счету видео «Курток Кобейна», вышедшее 13 мая 2020 года. Съемки клипа, над которым работал режиссёр Игорь Шмелев, проходили в четырёх городах: Москве, Нью-Йорке, Париже и Лос-Анджелесе. Работа над видео заняла практически год. В съемках приняли участие Шура Би-2, хип-хоп исполнитель Ace MarCano, фронтмен американской группы «Midnight Faces» Phil Stancil и экс-барабанщик группы Nirvana Чэд Ченнинг.
Летом 2022 года проект прекратил своё существование и был образован новый музыкальный проект — «Кей Кей», формат которого полностью электронный. 5 августа новый проект выпустил первый сингл — «Много света». Также уже известно, что теперь в составе коллектива есть и цифровые аватары, которые в будущем станут полноправными участниками группы: каждый аватар кроме музыкальной функции, является амбассадором ESG-повестки в широком смысле слова.
15 октября 2023 года «Куртки Кобейна» временно воссоединились для концерта в городе Кыштыме Челябинской области.

## Дискография

### Студийные альбомы
| Год  | Название       |
| ---- | -------------- |
| 2019 | Куртки Кобейна |

### Синглы
| Год  | Название                                | Примечания                              |
| ---- | --------------------------------------- | --------------------------------------- |
| 2018 | Охота на кузнечиков                     | feat. Би-2, Диана Арбенина              |
| 2018 | Нити ДНК                                | feat. Би-2, Монеточка                   |
| 2018 | Молитвы мертвых                         | feat. Би-2, Глеб Колядин                |
| 2019 | Упражнения в равновесии                 | feat. Антон Севидов, MANIZHA            |
| 2020 | Депрессия (Куртки Кобейна Summer Remix) | Ремикс на одноимённую песню группы Би-2 |
| 2020 | Люди на эскалаторах (Tesla Boy Remix)   | feat. Леонид Агутин, MANIZHA            |
| 2022 | Много света                             | Первый сингл «Кей Кей»                  |

### Клипы
| Год  | Название                              | Режиссёр                        | Примечания  |
| ---- | ------------------------------------- | ------------------------------- | ----------- |
| 2018 | Охота на кузнечиков                   | Игорь Шмелев                    | lyric-video |
| 2018 | Нити ДНК                              | Игорь Шмелев                    |             |
| 2018 | Молитвы мертвых                       | Михаил Лугански                 | lyric-video |
| 2019 | Упражнения в равновесии               | Света Сергеева, Алексей Рубищев | lyric-video |
| 2019 | Змея                                  | Татьяна Иванова                 |             |
| 2020 | No order                              | Игорь Шмелев                    |             |
| 2020 | Люди на эскалаторах (Tesla Boy Remix) | Игорь Шмелев                    |             |

## Концертный состав
Изначально проект задумывался как сугубо студийный. Однако уже осенью состоялось первое живое выступление Курток Кобейна на Российской национальной музыкальной премии «Виктория». Группа в составе Шуры Би-2, Манижы и Леонида Агутина исполнила песню «Люди на эскалаторах».
Летом следующего года было принято решение собрать концертный состав. Свой первый полноценный концерт супергруппа сыграла онлайн на платформе МТС ТВ. Чуть позже проект выступил в прямом эфире «Нового радио».
- Шура Би-2 — вокал, гитары, автор;
- Тина Кузнецова — вокал;
- Юрий Усачёв — клавишные, программинг, эл. ударные и перкуссия, идеи;
- Андрей Звонков — гитара, идеи;
- Алексей Максимов — бас-гитара;
- Дмитрий Ашман — бас-гитара; программинг;
- Лёва Би-2 — вокал;
- Леонид Агутин — вокал;
- MANIZHA — вокал;
- Антон Севидов — вокал;
- Сабрина — вокал;
- Чэд Ченнинг — ударные.